# Вальдемар III (герцог Шлезвига)
Вальдемар III Абельсон (около 1238 или 1238 — 1257 или 1257) — герцог Шлезвига с 1253 года до своей смерти. Старший сын короля Дании Абеля и Мехтхильды Гольштейнской.
На момент смерти его отца в 1252 году Вальдемар находился в плену в архиепископстве Кёльн как заложник князя-архиепископа. Таким образом, он не смог предъявить права на трон Дании, и младший брат его отца Кристофер I был избран новым королём.
Однако родственники его матери, графы Гольштейна, смогли добиться его освобождения и поддержали его претензии на герцогство Шлезвиг. В 1253 году Кристофер I вынужден был сдаться и сделал племянника герцогом.
В последующие годы Вальдемар боролся со своим дядей, королём Кристофером. Вальдемар умер в 1257 году. Ему наследовал младший брат Эрик I.